# Frauke Berger

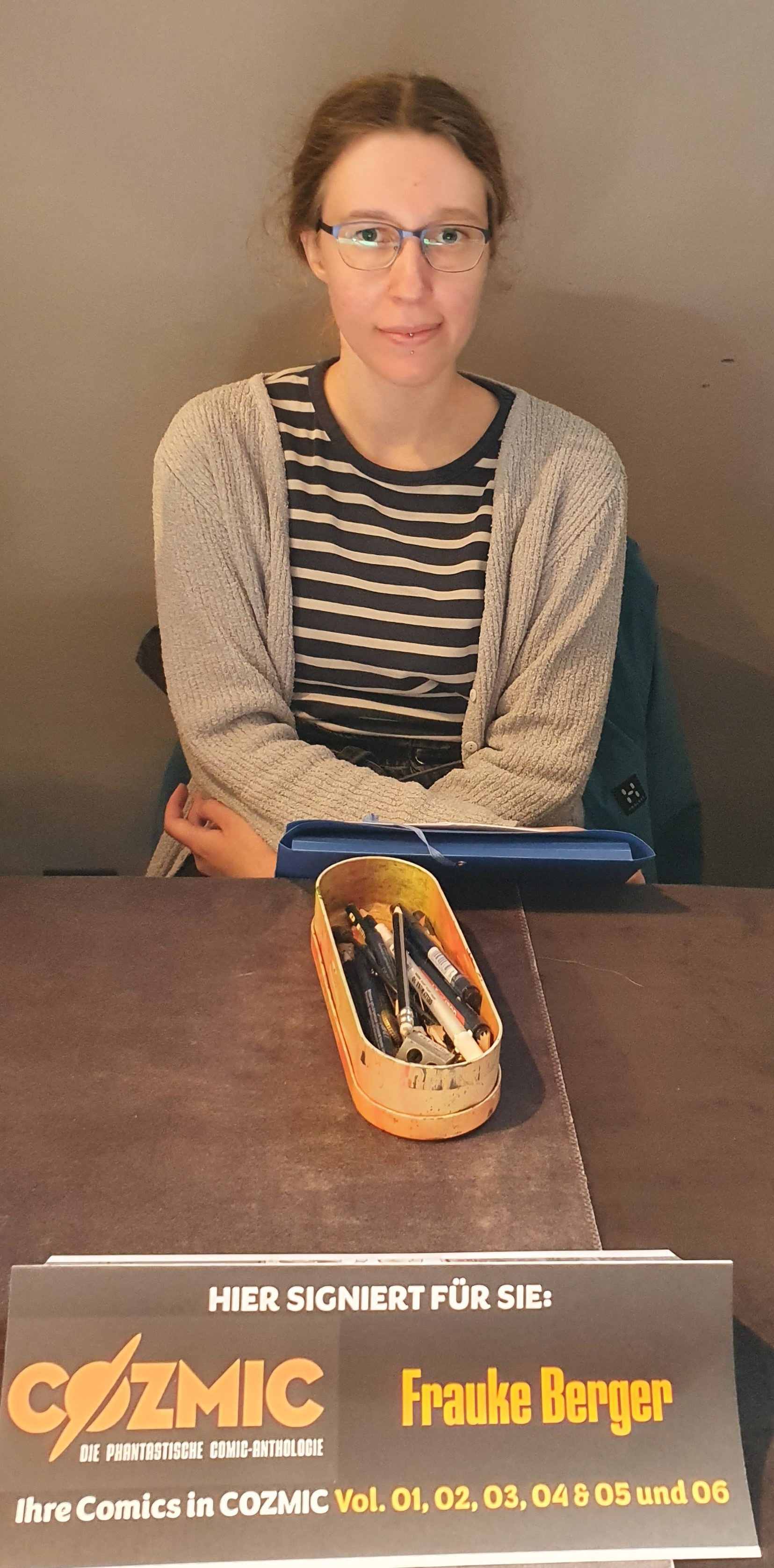
Frauke Berger auf der Comiciade 2022 in Eupen

Frauke Berger (* 1991 in Gengenbach) ist eine deutsche Comiczeichnerin und Illustratorin.

## Leben
Frauke Berger ist durch Mangas geprägt worden. Sie studierte Design und Illustration an der Fachhochschule Münster. Ihre erste größere Phantastic/Science-Fiction-Geschichte Grün erschien ab 2018 als Zweiteiler bei Splitter. 2020 erschien die Märchen-Satire Die Schöne und die Biester, der Text stammt von Boris Koch.
Für die deutsche Comic-Anthologie COZMIC-Die phantastische Comic-Anthologie (ab 2019) gestaltete sie für alle fünf bisher erschienenen Ausgaben Beiträge.

## Werke
- Grün (Buch 1), Splitter Verlag, Bielefeld 2018, 56 Seiten, vierfarbig, ISBN 978-3-96219-031-6.
- Grün (Buch 2), Splitter Verlag, Bielefeld 2019, 68 Seiten, vierfarbig, ISBN 978-3-96219-032-3.
- Die Schöne und die Biester, zusammen mit Boris Koch (Text). Splitter Verlag, Bielefeld 2020, 72 Seiten, vierfarbig, ISBN 978-3-96219-456-7.
- Das Schiff der verlorenen Kinder 1: Nr. 4213, zusammen mit Boris Koch (Text). Splitter Verlag, Bielefeld 2021, 136 Seiten, vierfarbig, ISBN 978-3-96792-219-6.
- Das Schiff der verlorenen Kinder 2: Kanonenfutter, zusammen mit Boris Koch (Text). Splitter Verlag, Bielefeld 2022, 136 Seiten, vierfarbig, ISBN 978-3-96792-220-2.

## Auszeichnungen
- 2023 Krefelder Preis für Fantastische Literatur für Das Schiff der verlorenen Kinder 1: Nr. 4213[8].